# Lumpenroman
Lumpenroman ist der letzte zu Lebzeiten von Roberto Bolaño unter dem Titel Una novelita lumpen 2002 veröffentlichte Roman, der 2010 in der Übersetzung von Christian Hansen im Carl Hanser Verlag erschien. Er gehört in die Reihe Año 0 (Jahr 0) des neuen Jahrtausends, zu der der Mondadori Verlag (Barcelona) sieben hispanoamerikanische Autoren eingeladen hatte, damit sie die Städte Kairo, Madras,  México D.F., Moskau, Peking, New York und Rom vorstellten.
Lumpenroman spielt in Rom und stellt ein jugendliches Geschwisterpaar vor, das durch einen Autounfall der Eltern zu Waisen geworden ist und von der an der Piazza Sonnino gelegenen Familienwohnung aus sein Leben zu organisieren versucht. 

## Inhalt
Der kurze Roman ist Lautaro und Alexandra Bolaño, den beiden Kindern des Autors, gewidmet. Die Handlung ist in 16 Kapitel unterteilt, in denen die Ich-Erzählerin Bianca aus der Erinnerung die Zeit unmittelbar nach dem Unfalltod ihrer Eltern in chronologischer Abfolge schildert. Inzwischen befindet sie sich in einer anderen Situation –  „Jetzt bin ich Mutter und auch eine verheiratete Frau“ – und blickt zurück in ihre Jugend: „(...) aber vor gar nicht langer Zeit war ich eine Kriminelle“ (S. 9).
Die Eltern sterben bei einem Autounfall während ihres ersten Urlaubs zu zweit. Die beiden noch nicht volljährigen verwaisten Kinder als die einzigen Angehörigen fahren zum Unfallort nahe Neapel und holen die Leichname ab, damit sie in Rom beigesetzt werden. Eine Schwester der verstorbenen Mutter kommt mit ihren beiden Töchtern zur Beerdigung. Sie tauchen später nie mehr auf, so dass „mein Bruder und ich allein waren in der Welt“ (S. 10). Seither fühlen die beiden übereinstimmend, dass es keinen Unterschied mehr zwischen Tag und Nacht gibt und „alles ein Dauerzustand von Sonne und Licht“ ist. Bianca denkt, sie sterbe, und das immer wieder. Aber ein Tag fügt sich in den anderen, und die beiden gehen zur Schule und bekommen die kleine Rente ihres Vaters zugesprochen, mit der für die beiden nur ein sehr eingeschränktes Leben möglich wäre.
Sie suchen Arbeit. Bianca geht in einen Friseursalon und ihr Bruder in ein Fitness-Studio, wo er für die Sauberkeit der Räumlichkeiten zu sorgen hat. Sie vernachlässigen die Schule, weil sie überzeugt sind, dort nichts zu lernen (S. 13). Fernsehen und das Ausleihen von Videofilmen werden zu ihrer Hauptbeschäftigung, sobald sie zu Hause sind. Ihr Bruder trainiert zusätzlich seinen Muskelaufbau neben seiner Arbeit und möchte seiner Schwester mit seinem dicker werdenden Bizeps imponieren. Beide träumen von einer erfolgversprechenden Zukunft. Biancas Bruder ergänzt sein Muskeltraining, indem er sich Pornofilme ausleiht. Er ist überzeugt, dass sie ihm etwas beibringen, denn er hat wie seine Schwester noch keine Erfahrungen mit dem anderen Geschlecht. Bianca leiht sich alles, was das Videotheksangebot anbietet. Wenn sie unterwegs ist, hört sie aus Autos, die mit heruntergelassenen Scheiben an ihr vorbeifahren, junge Leute „Faschismus oder Barbarei“ rufen (S. 21, 42).
Eines Tages bringt Biancas Bruder zwei ältere junge Männer von seinem Arbeitsplatz mit nach Hause, einen Bologneser und einen Nordafrikaner (Libyer), die sich sehr ähnlich sehen und als Blutsbrüder ausgeben. Sie bleiben in der Wohnung, beziehen das leere Elternschlafzimmer und beteiligen sich sehr umsichtig an der Führung des Haushalts. Ihr Ehrgeiz besteht wie der von Biancas Bruder darin, mit Nahrungsergänzungsmitteln „Siegerkörper“ zu entwickeln (S. 25). Bianca erlebt sie und ihren Bruder wie auch sich selbst als Wartende, leer und gelangweilt (S. 28 f.). Eines Tages sind die beiden Dauergäste verschwunden. Als sie wiederkommen, erfährt Bianca, dass sie erfolglos an einem Bodybuilding-Wettbewerb teilgenommen haben. Bianca gibt ihnen zu verstehen, dass sie in ihr Zimmer kommen können und sie bereit wäre, mit ihnen zu schlafen. Ohne dass Bianca wissen will, wer von den beiden zu ihr kommt und sie sie auch nicht erkennen will, schläft sie abwechselnd mit beiden. Sie schläft nur wenig, manchmal wochenlang nur drei bis vier Stunden (S. 84), so dass es im Friseursalon auffällt. (S. 37, 84). Sie ist überzeugt davon, dass es ihnen allen gleichschlecht geht, obwohl sie nach außen gute Laune zeigen. Ihre gemeinsame Unterhaltung besteht hauptsächlich im Verfolgen von Quiz-Shows.
Als sich die wirtschaftliche Lage verschlechtert, verlieren bis auf Bianca alle ihre Arbeit. Die Waisenrente und Biancas Lohn reichen nicht aus, um ihren Lebensunterhalt bestreiten zu können. Bianca gefällt ihr Leben nicht. Sie „hörte auf, eine Waise zu sein, und drang allmählich auf ein noch heikleres Gebiet vor, wo es nicht lange dauern würde, bis ich eine Kriminelle war“ (S. 54). Dabei ist ihr bewusst, „dass Prostitution der einfachste Weg war“, sie das aber meidet. In der Rückerinnerung wundert sie sich, dass sie angesichts der Ausweglosigkeit nicht „schnurstracks in die Luft gegangen“ ist (S. 55). Das habe wohl daran gelegen, dass sie ein einfacher Mensch ist. Manchmal wird sie jedoch von ständigem Weinen heimgesucht (S. 59).
Der Bologneser, der Libyer und ihr Bruder haben sich einen Plan ausgedacht, wie sie ihre Situation verändern könnten. Von ihrem Arbeitsplatz her kennen sie einen allein lebenden Mann, Maciste, der sich Anfang der 1960er Jahre (S. 63) über Bodybuilding den Titel des „Mister Universum“ und eines Bodybuilding-Weltmeisters geholt hat und als Filmstar in Filmen über die Antike – mit Titeln wie „Maciste gegen die Tartaren“ (S. 83) – ein Vermögen verdient haben muss. Bianca soll als Köder dienen, um sein Haus nach dem Tresor auszukundschaften, den sie dann leeren wollen. Bianca ist bereit, sich auf  diesen Mann einzulassen.

Maciste, alias Mister Maciste oder Signor Bruno oder Mister Universum, sagt ihr, als sie ihn in einer „Nacht wie ein Mittag im August“ kennenlernt (S. 63), dass er Gesellschaft brauche (S. 71). Bianca gibt sich als Neunzehnjährige aus. Sie ist überzeugt, dass sie keine Nutte ist, wenn sie mit ihm schläft, denn sie verfolgt ja eine kriminelle Absicht. Sie erfährt auch seinen eigentlichen Namen: Giovanni Dellacroce (= Johannes vom Kreuz). Von seiner Gestalt ist er hochgewachsen und breit (S. 69), wirkt unter Menschen riesig (S. 106). Bianca kann ihn mit ihren Armen nicht umfassen. Er geht zärtlich mit liebevollen Gesten mit ihr um. Zweimal wöchentlich kommt  sie zu ihm, einmal, als er erkrankt, pflegt sie ihn eine Woche lang. Sie versucht sich Zukunft und ein Leben an seiner Seite vorzustellen, was aber ein „leeres Bild“ bleibt (S. 99). Denn Macistes Zukunft liegt im Nichts (S. 83). Jedenfalls ist aus ihrer Nähe zu ihm mehr entstanden, als der Plan ursprünglich vorsah, obwohl sie nie vergisst, nach dem Tresor im weitgehend leeren, verwahrlosten und in seinem Zimmer „klösterlich“ wirkenden Haus (S. 79) zu suchen.
„Und wenn ich dann in seinen Armen lag und er mich wie im Fluge durch die Dunkelheit trug, oder wenn ich unter oder neben ihm im Bett oder im Fitnessraum lag, jeder Millimeter meines Körpers satt eingekremt, dankte ich im Stillen dafür, dass ich den Tresor nicht gefunden hatte, noch nicht“ (S. 81).
Bianca ist froh, dass Maciste das Gesicht nicht sehen kann, mit dem sie ihm gegenübertritt: „ein Gesicht voller Erwartung, ein Gesicht, das tatsächlich alles erwartete, vom liebevollen Wort bis hin zu einer gewichtigen Erklärung“. Er erscheint ihr wie eine „Wahrsagemaschine“, die ihr den Weg in ihre Zukunft zeigen könnte (S. 85). Auf ihre Frage, warum er blind sei, erfährt sie, dass er als Fahrer einen Autounfall verursachte, bei dem zwei seiner Freunde ums Leben kamen und er sein Augenlicht verlor. Bianca erzählt ihm, dass sie seit dem Unfalltod ihrer Eltern im Dunkeln sehen könne (, aber in der Erinnerung bezeichnet sie sich trotz aller Helle um sie dabei als blind [S. 33]). Bei allem geht es ihr nicht gut. Zu Hause sucht sie nach einem Raum künstlicher Stille und Dunkelheit, „wo ich weinen und mich vor Schmerz krümmen konnte, weil mir nicht gefiel, was ich tat“, nämlich der ihr auch willkommene und Lust bringende Sex mit Maciste und den beiden vermeintlichen Freunden ihres Bruders (S. 90 f.).
Nach jedem Besuch zahlt Maciste sie aus, wie er auch eine unregelmäßig vorbeikommende Frau auszahlt, die ihn mit dem fürs Leben Nötigen versorgt. Schließlich ist sie sich sicher, dass Maciste zwar regelmäßig über Bargeldbeträge verfügt, es im Haus jedoch keinen Tresor gibt. Sie verabschiedet sich von Maciste, ohne sein letztes Geld anzunehmen, und sagt den Freunden ihres Bruders, dass sie die Wohnung verlassen müssen und ihre einzige Chance, zu Geld zu kommen, darin bestünde, Maciste zu foltern, damit er ihnen Zugang zu seinem Tresor, von dem sie weiß, dass es ihn im Haus nicht gibt, verschaffe. Bianca muss sich neu orientieren, weil sie nicht sterben will (S. 107). Für sich und ihren genauso erschöpften und immer wieder im Badezimmer einsam weinenden Bruder gelingt es ihr, dass sie nach dem Verschwinden der Freunde „wieder eine wirkliche Nacht“ haben und als „schwache, müde Geschöpfe, die gern noch einmal das Morgengrauen sehen wollten, die schwankende Helle der Piazza Sonnino“ erleben (S. 109 f.).

## Themen

### Jugendliches Prekariat
„Lumpen“ ist ein im hispanosprachigen Raum geläufiges und stellenweise umgangssprachlich gewordenes Wort zur Bezeichnung vor allem jugendlicher Arbeitsloser. Es stammt aus dem Bereich linker bzw. marxistischer Gesellschaftsanalyse und geht auf den Begriff „Lumpenproletariat“ zurück. Das Wort spielt bereits in der chilenischen Literatur bei José Donoso eine Rolle. In Lumpenroman taucht das Wort nur im Titel auf, ist aber mit den verwaisten Geschwistern, den beiden Freunden, aber auch in Maciste gegenwärtig, dem es allerdings wie einem modernen Gladiator gelang, sich über seine Körperkraft Wohlstand zu verschaffen und öffentlich-mediale Anerkennung zu finden. Deshalb hat er Vorbildcharakter für die im Prekariat lebenden jungen Männer. Für sie gibt es einstweilen keine Arbeit und keine materielle Sicherheit: 
„(...)sie fanden nie etwas, nicht einmal etwas auf Zeit, eine Plackerei von ein paar Stunden, die ein bisschen Geld brachte, um sich über Wasser zu halten“ (S. 53).
Bianca charakterisiert sich als Maulwurf, Ratte oder Köderfisch und fühlt sich nach Algerien versetzt (S. 49 f.).

### Die Großstadt
Lumpenroman ist Teil in einem Zyklus von zur Jahrtausendwende von sieben Autoren geschriebenen Großstadtromanen.
Rom bleibt in Lumpenroman als berühmte okzidentale Stadt blass und auf ein paar Straßennamen reduziert. Mit Maciste als Rollenträger in so genannten Sandalenfilmen taucht die Stadt am ehesten als Imperiumszentrum der Antike auf, wo dem entpolitisierten Volk „Brot und Spiele“ geboten werden. Von den Romanfiguren steht er am dichtesten mit Rom in Verbindung, aber erst seit seinem fünfzehnten Lebensjahr, weil er in Pescara geboren wurde (S. 63). Neben den  Straßennamen taucht schattenhaft der Hauptbahnhof mit Schnellrestaurant- und Wartesaalatmosphäre auf (S. 28 f.). Die abblätternde Fassade von Macistes Haus vermittelt den Eindruck von Leerstand (S. 62). Die Stadtviertel sind für Bianca nur über die in ihnen befindlichen Videotheken interessant (S. 19 f.). Ihre Wohnung bleibt gesichtslos: Sie „kam ihr immer nur wie eine Wohnung vor, höchstens mit jedem Tag kleiner, mit den Echos Tausender Fernsehstunden (...), also tot“ (S. 93 f.). Auf den Straßen rufen junge Leute aus „nagelneuen Autos“ (S. 42) „Faschismus oder Barbarei“. Mit der Verschlechterung der wirtschaftlichen Lage tauchen im Fernsehen für Bianca Europa, Italien, Rom oder ihr Wohnviertel auf, die damit etwas zu tun haben sollen (S. 44). Am Schluss spricht Bianca von einem „Gewitter, das sich nicht über Rom befand, sondern in der Nacht von Europa oder im Raum zwischen zwei Planeten, ein geräuschloses und blindes Gewitter“ wie aus einer fremden Welt (S. 110).

### Warten auf Zukunft
Zukunft wird während der Handlung ständig thematisiert, auch wenn sie nur im Warten aufscheint (S. 12, 14, 37, 58, 61, 88 f.). Das rührt vom Ausgangspunkt her, „dass mein Bruder und ich allein waren auf der Welt“ und sie von ihrer Tante und deren beiden „grässlichen Töchtern“ nichts zu erwarten haben, denn sie habe sich bei der Beerdigung allem Anschein nach „unverhohlen kaputtgelacht“ über die beiden Verwaisten(S. 10). Damit spielt der Autor indirekt auf eine typische Ausgangssituation in vielen Märchen an, wie sie sich in der wirtschaftlichen Not am deutlichsten in „Hänsel und Gretel“ oder in „Die Sterntaler“ zeigt, aber auch in vielen Märchen, in denen Kinder einer bösen Stiefmutter ausgeliefert sind: „Aschenputtel“, „Schneewittchen“ usw. Märchenhaft wird es, wenn sich Bianca vorstellt, dass der Reichtum Macistes in Goldmünzen besteht, die in der Tiefe seiner Eingeweide glitzern. Als Maciste sie eines Nachts fragt, welche Farbe sein Samen habe, betrachtet sie ihn in ihrer Hand und meint, er ähnle geschmolzenem Gold (S. 97 f.).
Maciste mit seiner riesigen Gestalt unter dem Bild des Heiligen Pietrino von den Seychellen (S. 98) wird für Bianca zu einer Art Christophorus, der sie auf seinen Armen „wie im Fluge durch die Dunkelheit trug“ (S. 81), während sie sich selbst im Traum mit einem 5 Kilo schweren Papagei auf der Schulter beim Marsch durch die Wüste zusammenbrechen und sterben sieht (S. 18 f.). Maciste verkörpert in seiner Blindheit außerdem einen Hinweis auf das Klären von Zukunft, wenn auch Biancas Erwartungen an ihn als „Wahrsagemaschine“, wofür in der Überlieferung Teiresias steht, nirgends hinführen, außer dass sie über ihn erwachsen wird und sich mit ihrem Abschied von ihm auf eine neue Wirklichkeit vorbereitet, aus der sie zu Beginn des Romans ehelich gebunden und Mutter, also für den Fortgang des Lebens sorgend, als Ich-Erzählerin in Erscheinung tritt.
Mit ihrer falschen Information zu Macistes Tresor und dem Verschwinden des Bolognesers und seines Blutsbruders bleibt ihr aber am Schluss das Erschrecken vor sich selbst in der Erwartung einer schlechten Nachricht erhalten. Dabei hat sie jedoch eine „Lücke“ gefunden, „die meine Lücke, und einen Schatten, der mein Schatten war“ (S. 110).

## Rezeption
Die Rezeption in der deutschen, österreichischen und Schweizer Presse ist durchweg positiv. In der hispanoamerikanischen Kritik begegnet dem Roman neben der mehrheitlichen Begeisterung für Bolaño als Autor auch Skepsis, wenn es etwa in der argentinischen „La Nación“ heißt, dass Bolaño im Lumpenroman einen befremdenden Cocktail gemischt habe, der das Buch in die Kategorie von Sommerunterhaltung einordnen ließe, wenn diese Art von Texten nicht einzig dazu dienen würde, dass die Kritiker die Stirn runzeln und wieder zu den Hauptwerken eines der fruchtbarsten und polemischsten Schriftsteller der letzten beiden Jahrzehnte greifen.

## Adaption
Lumpenroman diente als Vorlage für das Drehbuch zum 2013 angelaufenen Spielfilm Il Futuro – Eine Lumpengeschichte in Rom von Alicia Scherson.